# Вінницько-Іванівська сільська рада
Ві́нницько-Івані́вська сільська́ ра́да — адміністративно-територіальна одиниця та орган місцевого самоврядування в Богодухівському районі Харківської області. Адміністративний центр — село Вінницькі Івани.

## Загальні відомості
- Вінницько-Іванівська сільська рада утворена в 1918 році.
- Територія ради: 51,93 км²
- Населення ради: 546 осіб (станом на 2001 рік)
- Територією ради протікає річка Івани.

## Населені пункти
Сільській раді були підпорядковані населені пункти:
- с. Вінницькі Івани
- с. Дегтярі
- с. Коротке

## Склад ради
Рада складалася з 12 депутатів та голови.
- Голова ради: Соловей Ольга Михайлівна
- Секретар ради: Гриненко Олена Іванівна

### Керівний склад попередніх скликань
| Прізвище, ім'я, по батькові | Основні відомості                                                         | Дата обрання | Дата звільнення |
| --------------------------- | ------------------------------------------------------------------------- | ------------ | --------------- |
| Таратушка Андрій Леонідович | Сільський голова, 1948 року народження, член Партії регіонів              | 26.03.2006   | 26.12.2008      |
| Соловей Ольга Михайлівна    | Сільський голова, 1970 року народження, освіта вища, член Партії регіонів | 03.05.2009   | 31.10.2010      |
| Соловей Ольга Михайлівна    | Сільський голова, 1970 року народження, освіта вища, член Партії регіонів | 31.10.2010   |                 |

Примітка: таблиця складена за даними сайту Верховної Ради України

### Депутати
За результатами місцевих виборів 2010 року депутатами ради стали:

#### За суб'єктами висування
| Суб'єкт висування | Кількість обраних депутатів | %    |
| ----------------- | --------------------------- | ---- |
| Партія регіонів   | 8                           | 66,7 |
| Народна партія    | 4                           | 33,3 |

#### За округами
| № округу        | Прізвище, ім'я, по батькові      | Дата визнання обраним | Освіта  | Партійна приналежність | Відомості про обраного депутата                                                 |
| --------------- | -------------------------------- | --------------------- | ------- | ---------------------- | ------------------------------------------------------------------------------- |
| Народна Партія  |                                  |                       |         |                        |                                                                                 |
| 6               | Зміївська Тетяна Анатоліївна     | 04.11.2010            | середня | член Народної партії   | ПП Овчинник, продавець                                                          |
| 9               | Діденко Анатолій Іванович        | 04.11.2010            | середня | член Народної партії   | ПСП ім. Т. Г. Шевченка, заправщик-кладовщик                                     |
| 10              | Дяченко Анатолій Васильович      | 04.11.2010            | вища    | член Народної партії   | Управління ветеринарної медицини в Богодухівському районі, заступник начальника |
| 12              | Усатий Сергій Миколайович        | 04.11.2010            | середня | член Народної партії   | ПСПім. Т. Г. Шевченка, головний агроном                                         |
| Партія регіонів |                                  |                       |         |                        |                                                                                 |
| 1               | Соловей Василь Іванович          | 04.11.2010            | середня | член Партії регіонів   | Особисте селянське господарство, голова                                         |
| 2               | Ковалівський Артем Олександрович | 04.11.2010            | середня | член Партії регіонів   | Вінницько-Іванівська загальноосвітня школа І-ІІ ст., вчитель                    |
| 3               | Змієвський Юрій Григорович       | 04.11.2010            | середня | член Партії регіонів   | тимчасово не працює                                                             |
| 4               | Гриненко Олена Іванівна          | 04.11.2010            | середня | член Партії регіонів   | Вінницько-іванівська сільська рада, секретар-друкарка. Діловод                  |
| 5               | Резніченко Олена Іванівна        | 04.11.2010            | середня | член Партії регіонів   | Особисте селянське господарство, член господарства                              |
| 7               | Голубнича Ірина Данилівна        | 04.11.2010            | вища    | член Партії регіонів   | Вінницько-Іванівська загальноосвітня школа І-ІІ ст., директор                   |
| 8               | Задорожний Максим Миколайович    | 04.11.2010            | вища    | член Партії регіонів   | Богодухівський завод продтоварів, робітник                                      |
| 11              | Ковалівська Тетяна Іванівна      | 04.11.2010            | середня | член Партії регіонів   | Ф А П с. Дехтярі, молодша сестра                                                |